# Квашов (село)
Квашов (словац. Kvašov) — село, громада округу Пухов, Тренчинський край. Кадастрова площа громади — 7.47 км². Протікає річка Квашов.
Населення 654 особи (станом на 31 грудня 2020 року).

## Історія
Квашов згадується 1354 року.

## Населення
| Рік:            | 1994. | 2004.   | 2014.   | 2024.   |
| --------------- | ----- | ------- | ------- | ------- |
| Кількість осіб: | 683   | 658     | 661     | 636     |
| Різниця:        |       | -3,66 % | +0,45 % | -3,78 % |

| Рік:            | 2023. | 2024.   |
| --------------- | ----- | ------- |
| Кількість осіб: | 643   | 636     |
| Різниця:        |       | -1,08 % |